# Fabian Unger
Fabian Unger (* 1992 in Wien) ist ein österreichischer Schauspieler.

## Leben

### Karriere
Fabian Unger, der aus einer sportlich sehr aktiven Familie stammt, wuchs in Gmunden in Oberösterreich auf. In seiner Jugend spielte er Fußball, Handball und betrieb Leichtathletik. Bereits in der Grundschule spielte er im Schultheater.
Seine schauspielerischen Aktivitäten begannen mit der Mitwirkung in Werbefilmen und Commercials, u. a. für die Bank Austria, Austrian Airlines, Kika Leiner und Mediamarkt. 2016 trat er am Jungen Volkstheater Wien in einer Produktion unter der Regie von Constance Cauers auf. Über verschiedene Aufgaben als Spezialkomparse kam er schließlich zu Rollen im Film und im Fernsehen. Der Regisseur Dominik Hartl besetzte Unger mit der Rolle des Andi in seinem Teenie-Slasher-Film Die letzte Party deines Lebens (2018). In der österreichischen TV-Serie SOKO Kitzbühel (Juni 2019) spielte Unger an der Seite von Michael Pascher und Armin Dallapiccola. In der 15. Staffel der österreichischen Krimiserie SOKO Donau (2019) übernahm er eine Episodenhauptrolle als rebellischer Anführer einer Wiener Jugendgang. Im Sommer 2019 stand Unger für die TV-Produktion Letzter Kirtag unter der Regie von Julian Pölsler vor der Kamera.
Unger ist außerdem als Musiker mit der Kunstfigur „Der traurige Gärtner“ aktiv.

### Berufliches und Privates
Unger besuchte ab seinem 15. Lebensjahr die Tourismusschulen Salzkammergut in Bad Ischl, wo er 2012 als Touristikkaufmann mit Schwerpunkt Marketing abschloss. 2014–2015 studierte er im Studiengang „Business & Management“ an der Middlesex University und machte dort seinen Bachelor of Science (Bsc). Anschließend arbeitete er als Veranstalter und Organisator von Sport-Events im Stabhochsprung in Linz. Von 2017 bis 2019 folgte ein weiteres Studium im Bereich Energiemanagement an der Fachhochschule Wiener Neustadt. 
Unger ist seit 2012 als Mittelfeldspieler für die ASKÖ Ohlsdorf in der österreichischen Fußball-Bezirksliga Süd aktiv. Er lebt in Wien.

## Filmografie (Auswahl)
- 2014: Madame Nobel (Fernsehfilm)
- 2015: Wienerland (Webserie)
- 2016: Willlachen Comedy Show: Hummus im Keller (Comedyserie, eine Folge)
- 2017: Die Hölle – Inferno (Kinofilm)
- 2018: Die letzte Party deines Lebens (Kinofilm)
- 2019: SOKO Kitzbühel: Die falschen Fremden (Fernsehserie, eine Folge)
- 2019: SOKO Donau|SOKO Wien: Graues Leben (Fernsehserie, eine Folge)
- 2020: Letzter Kirtag (Fernsehfilm)
- 2022: Euer Ehren (Fernsehserie)
- 2022: Sachertorte